# 미시간주 상원

미시간주 상원(Michigan Senate)은 미시간 주의회의 상원이다. 미시간주 하원과 함께 1963년에 채택된 미시간주 헌법 제4조에 정의된 권한, 역할 및 의무를 갖는 주 의회를 구성한다. 주의회의 주요 목적은 새로운 법률을 제정하고 기존 법률을 개정하거나 폐지하는 것이다.
미시간주 상원은 38명의 의원으로 구성되며, 각 의원은 인구가 약 212,400~263,500명인 단일 의원 선거구에서 선출된다. 입법 구역은 10년마다 실시되는 연방 인구 조사에서 제공되는 인구 수치를 기준으로 결정된다. 2023년 1월에는 민주당이 20석, 공화당이 18석으로 다수를 차지했다. 상원 의사당은 주 의사당 건물에 위치해 있다.